# リー・ノリス
リー・ノリス（Lee Norris,  1981年9月25日 - ）は、アメリカ合衆国の俳優である。

## 来歴
1981年、ノースカロライナ州グリーンビルに生まれる。しばらく地元で育ち、2004年にウェイクフォレスト大学を卒業。1991年に『The Torkelsons 』の準レギュラーでテレビデビューを果たし、以降は子役として様々なテレビドラマへ出演。特にテレビシリーズへの出演では1993年から出演した『ボーイ・ミーツ・ワールド 』と『One Tree Hill』へのレギュラーキャストとして知られている。
スチュワート役で出演した『ボーイ・ミーツ・ワールド』の続編である『ガール・ミーツ・ワールド』では、かつての同級生であったコーリーとトパンガの娘・ライリーのクラスメートであるファークル・ミンカスの父親となったスチュワート役で出演している。

### 私生活
2011年に長年付き合っていたAndrea Norrisと結婚している。

## 出演作品

### 映画
- The Journey of August King (1995)
- A Mother's Instinct (1996) ※テレビ映画
- 明日に向かって ～アンナの幸せの作りかた～ A Step Toward Tomorrow (1996)
- 誘拐逃亡 Any Place But Home (1997) ※テレビ映画
- HOPE/ 愛が生まれる町 HOPE (1997) ※テレビ映画
- サーフ・アカデミー/ 恋のマヒマヒ・ダンシング Surf School (2006)
- ゾディアック Zodiac (2007)
- Blood Done Sign My Name (2010)

### テレビシリーズ
- The Torkelsons (1991 - 1992)
- Almost Home (1993)
- ボーイ・ミーツ・ワールド Boy Meets World (1993 - 1998)
- インディ・ジョーンズ/若き日の大冒険 The Young Indiana Jones Chronicles (1993)
- アメリカン・ゴシック American Gothic (1995)
- ドーソンズ・クリーク Dawson's Creek (2000)
- One Tree Hill (2003 - 2012)
- ホームタウン 〜僕らの再会〜 October Road (2007)
- Paulilu Mixtape (2012)
- ガール・ミーツ・ワールド Girl Meets World (2014)
- ウォーキング・デッド The Walking Dead (2017)

## 参照
1. 1 2  “Lee Norris Biography”. 2014年7月19日閲覧。